# Apostolicae Servitutis
Apostolicae Servitutis fue una bula papal emitida por el Papa Benedicto XIV, el 23 de febrero de 1741, contra las actividades seculares del clero. A pesar de muchas leyes prohibitivas de la Iglesia, algunos eclesiásticos habían caído en el hábito de ocuparse de negocios y actividades mundanas. El objeto de esta prohibición papal era frenar ese abuso entre el clero. Por lo tanto, recuerda y confirma los estatutos hechos por anteriores Papas contra tales abusos, y también los extiende a los eclesiásticos que, para evadir las penas impuestas, se dedican a actividades mundanas bajo el nombre de  laicos. Prohíbe a los eclesiásticos continuar los negocios iniciados por los laicos, a no ser en caso de necesidad, y entonces sólo con el permiso de la Sagrada Congregación del Concilio dentro de Italia, y con el permiso del Ordinario diocesano fuera de Italia.
Atribución
- El contenido de este artículo incorpora texto de la Enciclopedia Católica (1913), que se encuentra en el dominio público.

- Datos: Q4780702